# دنیس پاتریک
دنیس پاتریک (انگلیسی: Dennis Patrick; ۱۴ مارس ۱۹۱۸ – ۱۳ اکتبر ۲۰۰۲) یک هنرپیشه اهل ایالات متحده آمریکا بود.
او در فیلم هوای آن بالاها بازی کرده است.